# Synegia unicolor
Synegia unicolor là một loài bướm đêm trong họ Geometridae.